# Alexandr Ivanitski
Alexandr Ivanitski (Ucrania, Unión Soviética, 8 de octubre de 1937-Ruza; c. 22 de julio de 2020) fue un deportista soviético retirado, especialista en lucha libre olímpica donde llegó a ser campeón olímpico en Tokio 1964.

## Carrera deportiva
En los Juegos Olímpicos de 1964 celebrados en Tokio ganó la medalla de oro en lucha libre olímpica estilo peso pesado, por delante del luchador búlgaro Lyutvi Ahmedov (plata) y del turco Hamit Kaplan (bronce).

## Fallecimiento
Desapareció el 22 de julio de 2020 cuando fue en busca de setas a un bosque en Ruza, en la región de Moscú. Se encontró su cadáver unos días después, el 25 de julio, en el mismo bosque donde fue visto por última vez. Habría fallecido por causas naturales.